# ImpressCMS
ImpressCMS ist ein freies, von der Anwendergemeinschaft entwickeltes Content-Management-System zum Erstellen von Web-Portalen, geschrieben in der Programmiersprache PHP. Als Datenbank wird MySQL genutzt.

## Geschichte
Das ImpressCMS-Projekt wurde Ende 2007 als Abspaltung von der Xoops-Community gegründet. Viele Entwickler von ImpressCMS sind altgediente Entwickler, Designer und Benutzer mit umfangreichem Xoops-Wissen, die bemüht sind, eine neue Gemeinschaft zu fördern und ImpressCMS aufzubauen. Der Kern der Plattform von ImpressCMS wurde von Xoops geerbt, aber unterscheidet sich vom eigentlichen Elternteil. Jedoch wird sichergestellt, dass Module und Design aus dem ursprünglichen Kern aus Xoops weiter funktionieren. Dadurch kann der Benutzer leicht nach ImpressCMS migrieren und bekommt zusätzlich eine Kompatibilität geboten. Das ImpressCMS-Projekt unterliegt der GNU General Public License Version 2 und ist in deutscher Sprache zum Download verfügbar.

## Voraussetzungen
Für ImpressCMS 1.3.10 wird ein Webserver mit PHP Version 5.6 oder höher und MySQL Version 4.1 oder höher benötigt.

## Funktionen
ImpressCMS benutzt eine offene Architektur, Webmaster können weitere Module hinzufügen, die den Kern in der Funktionalität erweitern. Es gibt zahlreiche Module, die mit Hilfe der internationalen Anwendergemeinschaft, Designer und Fans gleichermaßen entwickelt wurden. Dabei geht es in erster Linie um das Erstellen und Verwalten von Inhalten für Communitys.
Basis-Funktionen von ImpressCMS:
- Granulare Berechtigungen für Benutzer und Gruppen
- Vollständige Benutzer-Profile und private Nachrichten
- Anpassbare Themes und Templates
- Integrierte Kommentarfunktion, mit optionaler Moderation
- Verwaltung von Bannerwerbung
- Webseitenübergreifende Suchfunktion
- Multibyte-Sprachunterstützung mit über zehn Sprachenangeboten
- Native mehrsprachige Unterstützung ermöglicht das Tagging von Inhalten in verschiedenen Sprachen und die Nutzer sehen die Inhalte entsprechend der Landauswahl
- Erstellen eigener Blockpositionen für größere Flexibilität von Design und Layout
- Einfaches Klonen von bestehenden Blöcken mit einem klick
- Trust-Path: Sensible Daten liegen außerhalb der Webroot und können nicht mit dem Browser angesurft werden
- Automatische Versionskontrolle informiert den Webmaster über eine neue Version
- Benutzer können ihr eigenes Layout auswählen und im Konto speichern
- Benutzer können einen automatischen Login benutzen, dieser wird durch den Administrator ein- oder ausgeschaltet

## Das Ziel
Ziel des ImpressCMS-Projektes ist die Anregung und Förderung des Open-Source-Charakters mit der Ausweitung des Kerns (Core) von ImpressCMS und dessen Module, welche auf die Bedürfnisse der Nutzer zugeschnitten sind und auch in Zukunft erhalten bleiben.
Es soll mit diesem CMS ein sicheres Internet gestaltet werden können, daher setzt das Projekt die Schwerpunkte insbesondere auf Datenschutz und Sicherheit. Weitere Schwerpunkte sind:
- offener Quellcode
- offene Entwicklung
- offene Philosophie
- offene Gemeinschaft